# 3560 Chenqian
3560 Chenqian este un asteroid din centura principală, descoperit pe 3 septembrie 1980 de Observatorul Zijinshan.